# Immacolata e Concetta - L'altra gelosia
Immacolata e Concetta - L'altra gelosia è un film italiano del 1980, diretto da Salvatore Piscicelli, presentato nella Settimana internazionale della critica del 33º Festival di Cannes. Per la sua interpretazione, Ida Di Benedetto, protagonista del film accanto a Marcella Michelangeli, è stata premiata col Nastro d'argento alla miglior attrice alla 35ª edizione dei Nastri d'argento, sempre nel 1980.

## Trama

Marcella Michelangeli in una scena del film

Denunciata per corruzione di minorenne, Immacolata, trentacinquenne, conosce in carcere la lesbica Concetta, sua coetanea, e ne diviene l'amante. Concetta, d'altro canto, è finita in prigione per avere sparato all'uomo con cui la sua ex fidanzata era sposata.
Tornate a Pomigliano d'Arco, le donne continuano la loro relazione, sfidando l'ostilità maschile, le convenienze familiari e i tabù sociali, dato che, oltre al fatto che Immacolata è sposata con un muratore di nome Pasquale e ha una figlia piccola Lucia, una relazione tra due donne è vista, in un paesino piccolo come Pomigliano d'Arco, come "scandalosa".
Perciò la loro storia diviene presto di dominio comune e Pasquale tenta inutilmente di fermare la moglie che però, essendo proprietaria della casa in cui vivono e della macelleria che lei stessa gestisce, lo caccia; sentendosi più forte che mai, incurante dell'insidiosa opinione pubblica, Immacolata fa venire nella propria casa Concetta, facile preda di crisi psicologiche.
Quando tutto sembra andare per il meglio e superate le discriminazioni da parte dei conoscenti, però, Immacolata rimane incinta di un creditore che la ricattava, e Concetta si sente tradita: così, in preda alla follia, picchia e uccide Immacolata con un pugnale.

## Produzione

### Riprese
Le riprese del film si svolsero, nell'inverno del 1979, realmente a Pomigliano d'Arco, anche ambientazione della vicenda e città natale del regista Piscitelli.

## Distribuzione
Il film uscì nelle sale cinematografiche italiane il 1º marzo 1980, mentre negli Stati Uniti dal 2 maggio dell'anno successivo.

### Divieti
In Italia come in tante altre parti del mondo il film ebbe il divieto ai minori di anni 18, per delle scene d'amore omosessuale, un tabù allora fortemente sentito, e delle immagini di violenza.

## Accoglienza

### Critica
(Stefano Reggiani, per La Stampa, recensione del 17 giugno 1980)

## Riconoscimenti
- 1980 - Festival di Cannes
  - Premio France Culture al miglior film[7]
- 1979 - Locarno Festival
  - International Jury special Prize
- 1980 - Nastri d'Argento[8]
  - Nastro d'Argento alla miglior attrice protagonista a Ida Di Benedetto